# Douglas Copland
Douglas Berry Copland KBE CMG (* 24. Februar 1894 in Otaio bei Timaru, Neuseeland; † 27. September 1971 in Kyneton, Victoria, Australien) war ein neuseeländisch-australischer Wirtschaftswissenschaftler und Diplomat.

## Leben und Wirken
Douglas Copland war das dreizehnte von sechzehn Kindern der schottischen Einwanderer Alexander Copland und Annie Morton geb. Loudon, die auf der Südinsel von Neuseeland als Landwirte tätig waren. Er besuchte von 1899 bis 1906 die Primary School in Esk Valley und danach bis 1912 die Highschool des Waimate District. Am Lehrerbildungsinstitut von Christchurch erlangte er die Qualifikation als Highschool-Lehrer, studierte am Canterbury College der University of Canterbury und schloss 1915 als Bachelor of Arts und 1916 als Master of Arts ab. Nach dem Abschluss wollte er in  der New Zealand Expeditionary Force dienen, wurde aber wegen eines Herzklappenfehlers für untauglich befunden. Deshalb arbeitete er in einem Statistikbüro in Wellington, machte 1917 in Christchurch seinen Master in Mathematik, wurde Forschungsassistent am Canterbury College und lehrte Ökonomie für die Workers’ Educational Association in Wellington und in Christchurch.
Ab 1917 verlagerte sich der Tätigkeitsschwerpunkt von Douglas Copland nach Australien. 1917 wurde er Dozent für Geschichte und Volkswirtschaftslehre an der University of Tasmania in Hobart. 1919 heiratete er in Waimate Ruth Victoria Jones, die er aus der gemeinsamen Schulzeit kannte. Da die Bemühungen von Douglas Copland um einen Lehrstuhl am Canterbury College und an der University of Otago in Neuseeland erfolglos waren, folgte ihm seine Frau nach Australien. 1920 wurde er zum Professor für Wirtschaftswissenschaften an die University of Tasmania berufen und Dekan der Fakultät für Handel. Außerdem war er Tutor der tasmanischen Workers’ Educational Association und von 1921 bis 1922 deren Präsident. Er beriet die Regierung von Tasmanien zu Fragen der Wirtschaft und Bildung. 1922 führte Überanstrengung zu einem Magengeschwür, das ihm auch später Probleme bereitete.
1924 wurde Copland auf einen Lehrstuhl an die neugegründete Fakultät für Handel der University of Melbourne berufen und wurde deren Dekan. 1925 erhielt er von der University of New Zealand für seine Studie zur Weizenindustrie den Doctor of Science. 1925 war er Gründungsmitglied der Economic Society of Australia and New Zealand, bis 1928 deren erster Präsident und bis 1945 Herausgeber deren Zeitschrift Economic Record. 1926 besuchte er als Gast der Rockefeller-Stiftung Universitäten, Hochschulen, Forschungsinstitute, Ministerien und Banken in den Vereinigten Staaten, in Kanada, in Großbritannien und in anderen Ländern Europas.
Im Auftrag der Commonwealth Development and Migration Commission beurteilte er Investitionsprojekte und befasste sich mit Fragen der Arbeitslosenversicherung, der Tarifpolitik und der Wirtschaftsstabilität in Australien. 1931 war er Vorsitzender eines Ausschusses von Wirtschaftswissenschaftlern und Finanzpolitikern des Australian Loan Council, der über die Wiederherstellung der Finanzstabilität beriet und den Premiers’ Plan (ursprünglich Copland Plan genannt) verabschiedete, der Haushaltskürzungen und Umschuldungen vorsah. Die Maßnahmen waren umstritten, wurden aber 1932 von John Maynard Keynes positiv für die Rettung der Wirtschaftsstruktur Australiens bewertet. 1933 war er Mitglied der australischen Delegation bei der 14. Tagung des Völkerbundes in Genf. Copland verfasste Australia in the world crisis, 1929–1933 für die Alfred-Marshall-Vorlesungen an der University of Cambridge und erhielt dafür 1935 von der University of Melbourne den Doctor of Letters.
Er beriet die Regierung von Victoria, 1938 wurde er Vorsitzender des staatlichen Wirtschaftsausschusses. Von 1932 bis 1939 war er inoffizieller Berater des Premierministers von New South Wales Bertram Stevens. Durch die verstärkte öffentliche Wahrnehmung von Douglas Copland wurde auch seine Position an der University of Melbourne gestärkt. Er wurde in der Administration tätig, war 1935 bis 1937 Vorsitzender des Professorial Boards und 1936 bis 1937 amtierender Vizekanzler. Da er bei der Wahl zum Vizekanzler 1938 knapp unterlag, ließ sein Interesse an den Angelegenheiten der Universität wieder nach. Von 1939 bis 1945 war er Preiskommissar des Commonwealth of Australia und leistete eine erfolgreiche Arbeit bei der Sicherung der Preisstabilität. 1941 bis 1945 war er Wirtschaftsberater von Premierminister John Curtin. Er befasste sich mit der Entwicklung der sozialen Sicherheit, den Außenwirtschaftsbeziehungen und beriet in Vorbereitung des Bretton-Woods-Abkommens von 1944. 1946 wurde er Australian Minister to China (frühere Bezeichnung für den Botschafter in China) und nahm an der ersten Generalversammlung der Vereinten Nationen teil.
1948 kehrte er nach Canberra zurück, wurde Gründungsvizekanzler der Australian National University und war bis 1953 verantwortlich für die Gestaltung des University House, der naturwissenschaftlichen und sozialwissenschaftlichen Forschungseinrichtungen und der John Curtin School für medizinische Forschung. 1949 begann er eine Zusammenarbeit mit dem Immigration Planning Council, die bis 1968 bestand.
1953 wurde Douglas Copland Hochkommissar Australiens in Kanada. Er vertrat Australien auf Tagungen der Vereinten Nationen, war Mitglied und 1955 Präsident des Wirtschafts- und Sozialrats der Vereinten Nationen, 1953 Vorsitzender des 5. Tagung des Intergovernmental Committee for European Migration in Genf und nahm 1954 an der Weltbevölkerungskonferenz in Rom teil.
1956 ging er wieder nach Australien. Er wurde Leiter eines von Geschäftsleuten gegründeten Administrative Staff Colleges in Mount Eliza auf der Mornington-Halbinsel. 1957 wurde er erster Präsident des Business Archives Council of Australia in Victoria, 1958 Gründungsdirektor des National Obsolescence Council und 1959 des Australian Productivity Council. 1960 baute er das Committee for Economic Development of Australia (CEDA) auf, eine parteiübergreifende Non-Profit-Organisation mit Vordenkern über die politischen, wirtschaftlichen und sozialen Perspektiven Australiens.
Douglas Copland hielt weltweit Gastvorlesungen, so an der Harvard University, an der University of Oxford, an der University of Dublin und an der McGill University in Montreal. Er war Autor oder Mitautor mehrerer Bücher und von wissenschaftlichen und populärwissenschaftlichen Artikeln und Radiokommentator.
Er verstarb am 27. September 1971 in Kyneton und wurde auf dem Springvale Friedhof begraben. Er hinterließ seine Frau Ruth Victoria und zwei Töchter. Nach ihm benannt sind das Copland Lecture Theatre, ein Hörsaal der University of Melbourne, das Copland Building, ein Gebäude der Australian National University, und das Copland College, eine Grundschule im Australian Capital Territory im Vorort Melba von Canberra. Porträts von ihm befinden sich in der University of Melbourne (von Charles Wheeler) und im Australian Management College in Mount Eliza (von Paul Fitzgerald).

## Ehrungen
- 1933: Companion des Order of St. Michael and St. George[1]
- 1948: Mitglied der American Philosophical Society
- 1950: Knight Commander des Order of the British Empire[2]
- 1967: Ehrendoktorwürde der Australian National University

## Schriften
- The progress and importance of wheat production in New Zealand, with observations on the leading principles underlying the successful culture of wheat. Masterarbeit. Canterbury University College, 1915.
- Studies in economics and social science. Macmillan, Melbourne 1927.
- mit James B. Brigden, Edward C. Dyason, Lyndhurst Falkiner Giblin, Charles H. Wickens: The Australian Tariff. An economic enquiry. Melbourne University Press, Melbourne 1929.
- Australia in the world crisis, 1929–1933. Alfred-Marshall-Vorlesungen an der University of Cambridge, Oktober/November 1934. University Press, Cambridge 1934. Reprint: AMS, New York 1970, ISBN 0-40401718-5.
- W. E. Hearn. First Australian economist. Murtagh-Macrossan-Vorlesungen an der University of Queensland, 1935. Melbourne University Press, Melbourne 1935.
- Road to high employment. Administrative controls in a free economy. Godkin-Vorlesungen an der Harvard University, 1944–1945. Harvard University Press, Cambridge 1945.
- The Australian economy. Simple economic studies. Angus and Robertson, Sydney 1947.
- Inflation and expansion. Essays on the Australian economy. Cheshire, Melbourne 1951.
- Problems of the sterling area. With special reference to Australia. High Wycombe, Tylers Green 1953.
- The changing structure of the Western economy. McGill, Montreal 1963.